# Банкер-Гілл (Іллінойс)
Банкер-Гілл (англ. Bunker Hill) — місто (англ. city) в США, в окрузі Макупін штату Іллінойс. Населення — 1630 осіб (2020).

## Географія
Банкер-Гілл розташований за координатами 39°2′29″ пн. ш. 89°57′4″ зх. д. / 39.04139° пн. ш. 89.95111° зх. д. (39.041478, -89.951140).  За даними Бюро перепису населення США в 2010 році місто мало площу 3,33 км², з яких 3,27 км² — суходіл та 0,07 км² — водойми.

## Демографія
Згідно з переписом 2010 року, у місті мешкали 1774 особи в 695 домогосподарствах у складі 472 родин. Густота населення становила 532 особи/км².  Було 745 помешкань (224/км²).
Расовий склад населення:
| - 96,9 % — білих - 1,7 % — чорних або афроамериканців - 0,2 % — азіатів - 0,1 % — корінних американців |

До двох чи більше рас належало 0,9 %. Частка іспаномовних становила 0,8 % від усіх жителів.
За віковим діапазоном населення розподілялося таким чином: 25,2 % — особи молодші 18 років, 59,0 % — особи у віці 18—64 років, 15,8 % — особи у віці 65 років та старші. Медіана віку мешканця становила 37,6 року. На 100 осіб жіночої статі у місті припадало 94,5 чоловіків;  на 100 жінок у віці від 18 років та старших — 90,9 чоловіків також старших 18 років.
Середній дохід на одне домашнє господарство  становив 52 559 доларів США (медіана — 45 826), а середній дохід на одну сім'ю — 62 137 доларів (медіана — 55 455). Медіана доходів становила 45 313 долари для чоловіків та 30 598 доларів для жінок. За межею бідності перебувало 13,6 % осіб, у тому числі 27,4 % дітей у віці до 18 років та 4,4 % осіб у віці 65 років та старших.
Цивільне працевлаштоване населення становило 830 осіб. Основні галузі зайнятості: освіта, охорона здоров'я та соціальна допомога — 23,0 %, виробництво — 16,6 %, науковці, спеціалісти, менеджери — 10,8 %, роздрібна торгівля — 9,8 %.